# Славянские композиторы
«Славянские композиторы» — групповой портрет славянских (русских, польских и чешских) композиторов, написанный Ильёй Репиным в 1871-72 годах по заказу московского предпринимателя А. А. Пороховщикова.

## История создания
На волне славянофильства 1860—70-x годов А. А. Пороховщиков решает воплотить воодушевлявшую его идею славянского братства в ресторане «Славянский базар». В рамках реализации этой идеи подрядчик задумал картину «Собрание русских, польских и чешских композиторов». Согласно воспоминаниям И. Е. Репина, сначала Пороховщиков обратился к признанному в то время мастеру исторической живописи К. Маковскому, однако запрошенная им сумма 25 000 рублей оказалось чрезмерной для бюджета проекта. Менее знаменитые живописцы были готовы работать за 15 000. Недавний выпускник Академии художеств Репин согласился выполнить заказ за 1500 рублей. Предполагалось, что картина должна выполнять декоративные функции, и предназначалась для просмотра с большого расстояния.
В работе над картиной активную помощь художнику оказывал Владимир Стасов, который взял на себя задачу поиска портретов скончавшихся и не доступных для натурного портретирования музыкантов. По общему мнению Репина и Стасова в композицию было необходимо включить Мусоргского и Бородина, однако эта идея была отвергнута заказчиком:
— Вот ещё! Вы всякий мусор будете сметать в эту картину! Мой список имен музыкантов выработан самим Николаем Рубинштейном, и я не смею ни прибавить, ни убавить ни одного имени из списка, данного вам... Одно мне досадно — что он не вписал сюда Чайковского. Ведь мы, вся Москва, обожаем Чайковского. Тут что-то есть... Но что делать? A Бородина я знаю; но ведь это дилетант в музыке: он — профессор химии в Медико-хирургической академии... Нет, уж вы всяким мусором не засоряйте этой картины! Да вам же легче: скорее! Скорее! Торопитесь с картиной, её ждут…Репин, Далёкое близкое
Основной объём работы над картиной был выполнен в Санкт-Петербурге, окончательно доделана картина была уже на месте, в Москве. Торжественное открытие «Славянского базара» произошло 10 мая 1872 года. Тогда гостям был представлен, в частности, концертный зал, исполненным в национальном духе, под названием «Русская палата». У него было второе название — «Беседа». Интерьер заказчик поручил петербургскому академику Андрею Леонтьевичу Гуну. В большом зале среди портретов выставили на всеобщее обозрение картину, получившую название «Славянские композиторы».

## Изображённые композиторы
Список композиторов для Пороховщикова составлял Николай Рубинштейн, руководствовавшийся своими личными музыкальными пристрастиями. Большая часть композиторов, изображённых на картине, к моменту её создания уже скончались.
В центре картины изображены русские композиторы: на первом плане М. И. Глинка (ум. 1857) беседует с М. А. Балакиревым, В. Ф. Одоевским (ум. 1869) и Н. А. Римским-Корсаковым. Позади этой группы сидит на стуле А. С. Даргомыжский (ум. 1869), за которым виден И. Ф. Ласковский, справа А. Ф. Львов (ум. 1870) (в придворном мундире), слушающий А. Н. Верстовского (ум. 1862). У рояля — братья Антон и Николай Рубинштейны, между Антоном Рубинштейном и Львовым стоит А. Н. Серов.
В глубине за ними группу образуют А. Е. Варламов (ум. 1848), Д. С. Бортнянский (ум. 1825) и П. И. Турчанинов (ум. 1856).
На заднем плане картины изображены польские музыканты — С. Монюшко (крайний справа), Ф. Шопен (ум. 1849), М. Огинский (ум. 1833) и К. Липинский (на фоне двери).
Левый край — чешские композиторы Э. Направник (крайний), Б. Сметана, К. Бендль и В. Горак.
Большинство лиц было написано по портретам, кроме М. A. Балакирева, Н. A. Римского-Корсакова, тогда ещё морского офицера, и Направника.